# Бубела-Маслова, Вероника Сергеевна
Вероника Сергеевна Бубела-Маслова (род. 19 июня 1980 года, Владивосток, Приморский край, РСФСР, СССР) — российский художник, академик Российской академии художеств (2013).

## Биография
Родилась 19 июня 1980 года во Владивостоке.
В 2000 году — окончила Владивостокское художественное училище.
В 2006 году — окончила Дальневосточную Академию Искусств под руководством заслуженного художника России профессора Гончаренко Вениамина Алексеевича.
С 1995 года ежегодно участвует в международных проектах, городских выставках Владивостока, Москвы и Санкт-Петербурга, а также ведет активную персональную выставочную деятельность.
В 2013 году — избрана академиком Российской академии художеств от Отделения живописи.
Член Московского Союза художников (с 2008 года), Творческого союза художников России (с 2007 года), Российского творческого союза работников культуры, Союза художников Подмосковья.

## Творческая и общественная деятельность
Основные проекты и произведения: «Родные просторы. Ростов Великий» (2009), «Идилия» (2013), «Мерцающий сон Москвы» (2014), «В сердце Родины. Москва» (2014), «Пасхальная трапеза» (2015).
Произведения находятся в собраниях Президента РФ В. В. Путина, в государственных и частных картинных галереях России, Франции, Германии, США, Кореи, Китая, Японии.
Государственная, общественная и педагогическая деятельность:
- помощник члена Совета Федерации З. Ф. Драгункиной;
- главный помощник по культуре главы администрации Гороховецкого района;
- с 2006 года — ведет преподавательскую деятельность: преподавала на кафедре живописи в МХПИ и в НИД;
- директор и преподаватель «Студии Бубела-Масловой В. С.».

## Семья и критика
Являясь женой главы администрации Гороховецкого района Владимирской области Алексея Бубелы, была награждена почётным званием «Кавалер Рубиновой Звезды» с вручением медали «Рубиновая Звезда» общественной организацией Евразийской организации экономического сотрудничества, причем финансы на оплату участия в мероприятии, где произошло вручение награды, были выделены из районного бюджета.

## Награды
- Юбилейные медали в честь 145-летия (2005), 150-летия (2010) образования Владивостока
- Медаль Московского Союза художников «За заслуги в развитии изобразительного искусства» (2013)
- Знак отличия «Перед Владивостоком» (2015)
- Золотая медаль Творческого союза художников России «За вклад в отечественное изобразительное искусство» (2015)
- Медаль «Художник Греков» Министерства Обороны РФ (2015)
- Императорский орден Святой Великомученницы Анастасии (2016)
- Почётный знак «За труды» Московской областной думы (2016)
- Орден святого князя Александра Невского 2 степени